# Greg Centauro
Greg Centauro, de son vrai nom Grégory Giay, né le 10 janvier 1977 à Marseille (France) et mort le 26 mars 2011 à Budapest (Hongrie), est un acteur et réalisateur français de films pornographiques.

## Biographie
Il débute dans le X en tournant un porno amateur avec Clara Morgane, sa petite amie de l'époque. Remarqués à l'occasion d'une vidéo dans laquelle ils apparaissent sous les noms de « Vickie et Marco », les deux jeunes gens sont engagés par la société Blue One, qui leur permet de devenir des acteurs X professionnels : on les voit ensemble dans plusieurs films pornographiques réalisés pour Blue One par Fred Coppula, comme La Cambrioleuse et La Candidate. C'est avec son compagnon que Clara Morgane interprète la grande majorité de ses scènes hétérosexuelles. Après le dernier film X de Clara Morgane, cette dernière demande à Greg Centauro d'arrêter lui aussi le porno, mais il préfère poursuivre cette activité et le couple se sépare.
Greg Centauro s'est ensuite marié en 2004 avec une actrice pornographique hongroise, Vera Versanyi, qu'il a rencontrée lors d'un tournage. Il s'installe alors à Budapest où il se spécialise dans la réalisation et l'interprétation de films gonzos, distribués en France par la société de son ami Fred Coppula.
Le 26 mars 2011, il meurt à Budapest d'un arrêt cardiaque à la suite d'une overdose de cocaïne survenue en plein tournage d'une scène dans le film pornographique Nut, Butts and Euro Sluts 2.

## Filmographie partielle
En tant qu'acteur
- 2001 : La Collectionneuse, de Fred Coppula
- 2001 : Max 2, de Fred Coppula
- 2001 : Projet X, de Fred Coppula
- 2002 : Le Journal de Pauline, de Fred Coppula
- 2002 : La Cambrioleuse, de Fred Coppula
- 2002 : La Candidate, de Fred Coppula
- 2002 : Les Dessous de Clara Morgane, de Fred Coppula
- 2002 : Hot Fréquence, de Walter Ego
- 2002 : La Candidate, de Fred Coppula
- 2002 : French Beauty, de John B. Root
- 2003 : Luxure, de Fred Coppula
- 2003 : Hustler XXX 25
- 2003 : La Menteuse, de Fred Coppula
- 2003 : Les Parisiennes, de Yannick Perrin
- 2003 : Paris Capitale du Vice
- 2003 : Nuts, Butts Euro Sluts
- 2003 : Hot Rats (666), de Narcis Bosch
- 2004 : Beautiful Girls 17
- 2004 : Anal Shot
- 2004 : Salopes
- 2004 : Sexe au Dortoir
- 2004 : Plaisirs Extrêmes
- 2004 : Ass Drippers de Greg Centauro
- 2005 : Stone of Pleasure
- 2005 : Sharka et les Vicieuses Minettes
- 2005 : Magix
- 2005 : Beautiful girls 19
- 2005 : Sans pitié de Greg Centauro
- 2005 : Sylvie
- 2005 : Ass drippers 3 de Greg Centauro
- 2005 : Veronica et les Vicieuses Minettes
- 2006 : Louise & les Vicieuses Minettes
- 2006 : Chaudes à mater 2 de Greg Centauro
- 2006 : Fuck Fighter
- 2006 : Le Voyeur 32
- 2006 : Éloge de la chair
- 2006 : L'enfer selon Greg Centauro de Greg Centauro
- 2007 : Maniac de Greg Centauro
- 2007 : Max 3 de Fred Coppula
- 2008 : The Private life of Sabrina Sweet
- 2008 : Anal Gate 5 : Ass Invaders
- 2008 : Top 40 DPs
- 2008 : Les Sœurs Salopes de Greg Centauro
- 2009 : The Private life of Black Angelika
- 2009 : Up all holes
- 2009 : Secrétaire & soumise
- 2010 : Viens baiser dans ma limousine
- 2010 : Aletta dans tous ses états
- 2010 : Elles aiment la bite
- 2010 : DP Party
- 2011 : Nut, Butts and Euro Sluts 2 (scène coupée au montage)

En tant que réalisateur uniquement
- 2005 : European meat 2
- 2008 : Mures à 40 ans 2
- 2008 : Appetite for Ass Destruction

## Récompenses
- 2007 : Eroticline Awards Bester Internationaler Darsteller